# Alpignano
Alpignano – miejscowość i gmina we Włoszech, w regionie Piemont, w prowincji Turyn.
Według danych na rok 2004 gminę zamieszkiwało 16 648 osób, 1513,5 os./km².